# Brook Billings
Brook Michael Billings (Santa Barbara, 30 aprile 1980) è un pallavolista statunitense.
Gioca nel ruolo di opposto nei Changos de Naranjito.

## Carriera
La carriera di Brook Billings inizia nei tornei scolastici statunitensi, giocando con la San Marcos High School. Al termine delle scuole superiori, entra a far parte della squadra di pallavolo maschile della University of Southern California, con la quale disputa la NCAA Division I dal 1999 al 2002; nel 2002 riceve le prime convocazioni nella nazionale statunitense, partecipando al campionato mondiale.
Nella stagione 2002-03 firma il suo primo contratto professionistico all'estero, approdando nella 1. Bundesliga austriaca, dove gioca col Vienna hotVolleys, vincendo lo scudetto e la Coppa d'Austria; con la nazionale vince la medaglia d'oro al campionato nordamericano 2003.
Dopo una stagione in collegiale con la nazionale per prepararsi ai Giochi della XXVIII Olimpiade di Atene, nel campionato 2004-05 gioca in Giappone, difendendo i colori dei Sakai Blazers, in V.League; al termine degli impegni col club, si reca in Porto Rico, dove prende parte alla Liga Superior 2005 coi Caribes de San Sebastián: nonostante la sconfitta nella finale scudetto, viene premiato come MVP della Regular season ed inserito nello All-Star Team e nello Offensive Team del torneo; con la nazionale vince un altro oro al campionato nordamericano 2005.
Nella stagione 2005-06 approda in Polonia al Klub Sportowy AZS Częstochowa Sportowa, dove inizia una militanza di tre annate, culminata con la vittoria della Coppa di Polonia 2007-08; in questo periodo con la nazionale si aggiudica la medaglia d'oro alla Coppa panamericana 2006, mentre un anno dopo vince il bronzo alla World League, l'oro alla Coppa America e l'argento ai XV Giochi panamericani, per poi vincere ancora un oro nella World League 2008.
Nel campionato 2008-09 viene ingaggiato dal Fenerbahçe Spor Kulübü, club della Voleybol 1.Ligi turca, mentre nel campionato successivo approda nella V-League sudcoreana al KEPCO 45, che lascia dopo pochi mesi, terminando l'annata negli Emirati Arabi Uniti con l'Al-Ahli Club. Nella stagione 2010-11 gioca nella Volley League greca col Gymnastikos Syllogos Īraklīs Thessalonikīs, mentre nella stagione seguente torna in Turchia, firmando per l'İstanbul Büyükşehir Belediyesi Spor Kulübü, dove gioca per due annate.
Dopo un'annata di inattività, torna in campo nel campionato 2014-15, difendendo i colori del Rennes Volley 35, club impegnato nel campionato cadetto francese. In seguito ha una breve esperienza in Qatar con l'Al-Rayyan Sports Club, per poi tornare a Porto Rico, approdando nella Liga de Voleibol Superior Masculino 2015 poco dopo l'inizio del torneo, vestendo questa volta la maglia dei Changos de Naranjito.

## Palmarès

### Club
- Campionato austriaco: 1

2002-03
- Coppa d'Austria: 1

2002-03
- Coppa di Polonia: 1

2007-08

### Nazionale (competizioni minori)
- Coppa panamericana 2006
- Coppa America 2007
- Giochi panamericani 2007

### Premi individuali
- 2000 - All-America Second Team
- 2005 - Liga de Voleibol Superior Masculino: MVP della Regular Season
- 2005 - Liga de Voleibol Superior Masculino: All-Star Team
- 2005 - Liga de Voleibol Superior Masculino: Offensive Team
- 2008 - Coppa di Polonia: Miglior attaccante